# Roentgen (album)
 (juillet 2025).
La mise en forme du texte ne suit pas les recommandations de Wikipédia : il faut le « wikifier ».
Les points d'amélioration suivants sont les cas les plus fréquents. Le détail des points à revoir est peut-être précisé sur la page de discussion.
- Les titres sont pré-formatés par le logiciel. Ils ne sont ni en capitales, ni en gras.
- Le texte ne doit pas être écrit en capitales (les noms de famille non plus), ni en gras, ni en italique, ni en « petit »…
- Le gras n'est utilisé que pour surligner le titre de l'article dans l'introduction, une seule fois.
- L'italique est rarement utilisé : mots en langue étrangère, titres d'œuvres, noms de bateaux, etc.
- Les citations ne sont pas en italique mais en corps de texte normal. Elles sont entourées par des guillemets français : « et ».
- Les listes à puces sont à éviter, des paragraphes rédigés étant largement préférés. Les tableaux sont à réserver à la présentation de données structurées (résultats, etc.).
- Les appels de note de bas de page (petits chiffres en exposant, introduits par l'outil «  Source ») sont à placer entre la fin de phrase et le point final[comme ça].
- Les liens internes (vers d'autres articles de Wikipédia) sont à choisir avec parcimonie. Créez des liens vers des articles approfondissant le sujet. Les termes génériques sans rapport avec le sujet sont à éviter, ainsi que les répétitions de liens vers un même terme.
- Les liens externes sont à placer uniquement dans une section « Liens externes », à la fin de l'article. Ces liens sont à choisir avec parcimonie suivant les règles définies. Si un lien sert de source à l'article, son insertion dans le texte est à faire par les notes de bas de page.
- La présentation des références doit suivre les conventions bibliographiques. Il est recommandé d'utiliser les modèles {{Ouvrage}}, {{Chapitre}}, {{Article}}, {{Lien web}} et/ou {{Bibliographie}}. Le mode d'édition visuel peut mettre en forme automatiquement les références.
- Insérer une infobox (cadre d'informations à droite) n'est pas obligatoire pour parachever la mise en page.

Pour une aide détaillée, merci de consulter Aide:Wikification.
Si vous pensez que ces points ont été résolus, vous pouvez retirer ce bandeau et améliorer la mise en forme d'un autre article.
Pour les articles homonymes, voir Roentgen.
Roentgen est le premier album de Hyde, sorti le 27 mars 2002. Il est diffusé par sa propre maison de disques, Haunted Records, une division de Ki/oon Records de Sony. La pochette de l'édition régulière présente une radiographie du crâne de Hyde. La chanson The Cape of Storms a été utilisé comme thème du film Last Quarter (2004), dans lequel Hyde tient également un rôle. Une version anglaise de l'album (intitulée Roentgen English au Japon), est sortie à l'internationale le 4 juillet 2002, puis au Japon le 14 octobre 2004.
L'album s'est classé cinquième au classement Oricon.

## Contexte et communiqué
Une version anglaise de l'abum est sortie à l'internationale le 4 juillet 2022. Une version japonaise de la version anglaise, intitulée Roentgen English, a été publiée le 14 octobre 2004. Cette édition comprenait trois titres bonus, initialement utilisés comme faces B sur les singles de Hyde. L'édition limitée de la version japonaise était accompagnée d'un DVD contenant le vidéoclip de « The Cape of Storms » ainsi qu'une piste audio exclusive : « The Cape of Storms -Last Quarter Mix- ».

## Liste des pistes
Toutes les chansons écrites et composées par Hyde.
1. Unexpected
2. White Song
3. Evergreen
4. Oasis
5. A Drop of Colour
6. Shallow Sleep
7. New Day's Dawn
8. Angel's Tale
9. The Cape of Storms
10. Secret Letters

### Titres bonus de la version internationale
1. « Evergreen (Ensemble anglais) »
2. « Angel's Tale (Ensemble anglais) »
3. « Shallow Sleep (Ensemble anglais) »